# Бахтин, Александр Сергеевич
Александр Сергеевич Бахтин (род. 15 августа 1971 года) — российский активист и зоозащитник, политзаключённый. В 2023 году был приговорен к 6 годам лишения свободы за три поста в социальной сети против российского вторжения на Украину (ст. 207.3 УК РФ).

## Биография
Александр Сергеевич Бахтин родился 15 августа 1971 года. Получил образование музыканта, жил в городе Мытищи Московской области.

### Уголовное преследование за антивоенные высказывания
Александра Бахтина обвиняли в том, что он в социальных сетях в марте и апреле 2022 года опубликовал три сообщения в которых выразил свое мнение по поводу российской войны против Украины. В них, в частности, он упоминал про убийство мирных украинских граждан и обвинял Владимира Путина в том, что последний спровоцировал конфликт между двумя государствами. В одном из сообщений Александр Бахтин писал про «об убийствах российскими войсками в Украине мирных жителей, в том числе его коллег, зоозащитников, которые погибли, когда пытались передать корм для животных в приют под Киевом».
Александр Бахтин страдает бронхитом и сердечной недостаточностью. С начала марта 2023 года Александра Бахтина поместили в СИЗО-2, расположенное во Волоколамске. Тогда же у него 2 марта провели обыск и российские власти забрали у него компьютер и кнопочный телефон Нокиа. Слушания продолжались и 18 мая суд в Мытищах, проигнорировав состояние здоровья активиста решил продлить заключение в СИЗО до 5 ноября. Несмотря на обострение хронического бронхита осужденному за написание сообщений в российской социальной сети не предоставляют медицинскую помощь, которая ему необходима.
Александр Бахтин своей вины не признал. В последнем слове на суде  он заявил, что Первую чеченскую войну смогло остановить мнение российского сообщества и он тоже внес свой посильный вклад, чтобы случилась такая же ситуация во время российской войны против Украины.
11 августа 2023 года Бахтина приговорили к шести годам колонии общего режима. Кроме этого российский суд назначил противнику войны принудительное лечение у психиатра.
Правозащитный проект «Поддержка политзаключенных. Мемориал» признал Александра Бахтина политзаключённым.

## Семья
Мать — Людмила Бахтина.